# Fuad Schukr
Fuad Schukr (arabisch فؤاد شُكر, DMG Fuʾād Šukr; geboren 15. April 1961 oder 1962 in an-Nabī Schaith; gestorben am 30. Juli 2024 in Haret Hreik), auch bekannt als al-Haddsch Mohsin, war ein hochrangiges libanesisches Mitglied der Terrororganisation Hisbollah. Er war leitender militärischer Berater des Generalsekretärs der Organisation Hassan Nasrallah sowie Mitglied des höchsten Gremiums der Organisation, des Dschihad-Rates. Er wurde im Juli 2024 von der israelischen Luftwaffe getötet.

## Leben
Fuad Schukr wurde im selben Dorf geboren wie der Hisbollah-Mitbegründer Abbas al-Musawi. Er absolvierte seine militärische Ausbildung an der Imam-Hossein-Universität in Teheran.
Schukr war über drei Jahrzehnte in der Hisbollah aktiv. Er war maßgeblich an der Planung und Durchführung der Bombenanschläge auf die Stützpunkte der multinationalen Streitkräfte in Beirut am 23. Oktober 1983 beteiligt, bei denen unter anderem 241 US-amerikanische Soldaten ums Leben kamen. Infolge dieser Ereignisse entwickelte Schukr eine enge Beziehung zu Imad Mughniyya. Nach einigen Berichten trat Schukr im Jahr 2016 nach dem Tod von Mustafa Badreddine dessen Nachfolge als militärischer Kommandant der Hisbollah an.
Israel beschuldigte Schukr, an der Entführung und Ermordung dreier israelischer Soldaten im Jahr 2000 auf den Schebaa-Farmen beteiligt gewesen zu sein.
Am 10. Oktober 2017 wurde Schukr auf die Fahndungsliste des Rewards-for-Justice-Programms des US-amerikanischen Diplomatic Security Service (DSS, deutsch „Diplomatischer Sicherheitsdienst“) gesetzt. Die zum US-Außenministerium gehörende Behörde bot Belohnungen von bis zu 5 Millionen US-Dollar für entscheidende Informationen über ihn an, zusätzlich zu einer Belohnung von 7 Millionen US-Dollar für seinen Mitstreiter Talal Hamiyah.
Am 29. August 2019 veröffentlichten die israelischen Streitkräfte Informationen über das Raketenpräzisionsprojekt und Schukrs Rolle als dessen Kommandant.

## Tod
Am 30. Juli 2024 wurde Fuad Schukr bei einem Luftangriff der israelischen Luftstreitkräfte im Beiruter Vorort Haret Hreik (Dahieh) getötet. Laut dem libanesischen Gesundheitsministerium kamen bei dem Angriff mindestens fünf weitere Menschen ums Leben, darunter sollen auch zwei Kinder sein. Über 70 Personen wurden demnach verletzt. Der Angriff auf Schukr erfolgte nach israelischen Angaben als Reaktion Israels auf den Raketeneinschlag auf die Ortschaft Madschdal Schams auf den israelisch besetzten syrischen Golanhöhen mit zwölf toten Kindern der syrischen Drusen-Gemeinschaft vier Tage zuvor, für den Israel Schukr verantwortlich machte. Die Hisbollah dementierte eine Verstrickung in den Angriff.